# Mark Goldbridge
Brent Di Cesare, född 7 april 1979, mer känd under sitt alias Mark Goldbridge, är en engelsk youtuber och radioprofil. Han är framför allt känd som grundare och ägare av "The United Stand", som är Manchester Uniteds största inofficiella supporterkanal.

## Karriär
Goldbridge har fyra YouTube-kanaler: "The United Stand" som består av Manchester United-innehåll, "That's Football" som består av allmänt fotbollsinnehåll, "That's Entertainment" som består av klipp från hans senaste livestreams, och "Mark Goldbridge" som innehåller mer personligt innehåll som matlagning, vloggning och allmän chit-chats.
Goldbridge startade The United Stand 2014 under namnet "Soccer Box TV", och gjorde främst videor där han tippade Premier League-matcher. Han bytte sedan sitt innehåll till livereaktioner under Manchester United-matcher. BBC Sport har beskrivit dessa som "en online-amatörversion av Sky Sports Soccer Saturday".
I mars 2023 höll Mark Goldbridge sina första live-shower med The United Stand. Showerna ägde rum i Dublin, Manchester och London.